# Милован Гавриловић
Милован Гавриловић (Белановица, 1876 — Белановица, 1931) био је српски и југословенски официр и војни аташе у Француској и Италији. Учесник је Балканских и Првог светског рата.

## Биографија
Родио се 1876. године у Белановици у породици трговца Савка Гавриловића, где је завршио основну школу, док је гимназију и војну школу завршио у Београду и са 28. класом завршио је Нижу школу Војне академије. Студирајући право, у Паризу током 1907. године, упознао је будућу супругу Полу Гранжерер. Венчали су се у Паризу у руској православној цркви и изродили троје деце. Милован је у Паризу, после промене на српском престолу био је војни аташе у Француској и касније у Италији. После Балканских ратова долази са породицом у Белановицу и поново се венчава по српским обичајима са Полом 10. септембра 1915. године и добија још троје деце.
У Првом балканском рату од 1912. до 1913. године борио се као командант батаљона 20. пешадијског пука. Милован је са својим војницима при опсади Једрена на јуриш заузео главни турски штаб и заробио турског генерала, команданта турског тракијског корпуса, Мехмед Шукри-пашу 26. марта 1913. године што је био и крај Балканског рата. Шукри паша му је том приликом предао пиштољ и сабљу.
У Другом балканском рату командовао је 3. батаљоном 17. пешадијског пука. Борио се и у многим биткама Првог светског рата и показао се храбар и умешним, чак неустрашив. Његови ратни другови су тврдили да га куршум неће.
Активно је учествовао, прво у Мајском преврату, а касније и у спремању и спровођењу Солунског процеса 1917. године. Последње службовање било му је у Ваљеву на месту команданта гарнизона. По пензионисању дошао је у Белановицу, где је саградио кућу у француском стилу на брду Змајевац изнад Белановице.
Умро је 1931. године у Белановици од упале плућа.

## Одликовања и признања
За ратне заслуге добио је више одликовања и других признања:
- Орден Карађорђеве звезде са мачевима IV степена.
- Медаља Милоша Великог,
- Орден Белог орла V степена,
- Орден југословенске круне IV степена,
- медаље за храброст и војничке врлине и
- све споменице за учешће у ратовима од 1912. до 1918. године.